# Dysaphis selinumi
Dysaphis selinumi är en insektsart. Dysaphis selinumi ingår i släktet Dysaphis och familjen långrörsbladlöss. Inga underarter finns listade i Catalogue of Life.